# Serpocaulon semipinnatifidum
Serpocaulon semipinnatifidum là một loài thực vật có mạch trong họ Polypodiaceae. Loài này được (Fée) A.R. Sm. mô tả khoa học đầu tiên năm 2006.